# Yugra Cup 2009
Il Yugra Cup 2009 è stato un torneo professionistico di tennis maschile giocato sul sintetico indoor, che faceva parte dell'ATP Challenger Tour 2009. Si è giocato a Chanty-Mansijsk in Russia dal 30 novembre al 6 dicembre 2009.

## Partecipanti

### Teste di serie
| Nazionalità | Giocatore               | Ranking* | Testa di serie |
| ----------- | ----------------------- | -------- | -------------- |
| Spagna      | Marcel Granollers       | 104      | 1              |
| Russia      | Aleksandr Kudrjavcev    | 223      | 2              |
| Israele     | Noam Okun               | 254      | 3              |
| Russia      | Evgenij Kirillov        | 291      | 4              |
| Irlanda     | Conor Niland            | 301      | 5              |
| Slovacchia  | Ivo Klec                | 312      | 6              |
| Romania     | Petru-Alexandru Luncanu | 313      | 7              |
| Russia      | Andrej Kumancov         | 346      | 8              |

- Ranking al 23 novembre 2009.

### Altri partecipanti
Giocatori che hanno ricevuto una wild card:
- Ruslan Bekoev
- Marcel Granollers
- Anton Manegin
- Yury Vaschenko

Giocatori passati dalle qualificazioni:
- Mikhail Fufygin
- Ivo Klec
- Andrej Kumancov
- Artem Sitak

## Campioni

### Singolare
Konstantin Kravčuk ha battuto in finale  Marcel Granollers con il punteggio di 1–6, 6–3, 6–2

### Doppio
Marcel Granollers /  Gerard Granollers Pujol hanno battuto in finale  Evgenij Kirillov /  Andrej Kuznecov con il punteggio di 6–3, 6–2